# Pont-Farcy

Pont-Farcy este o comună în departamentul Calvados, Franța. În 1 ianuarie 2018 avea o populație de 544 de locuitori.